# Communauté de communes du canton de Tessy-sur-Vire
La communauté de communes du canton de Tessy-sur-Vire est une ancienne communauté de communes française, située dans le département de la Manche et la région Basse-Normandie.

## Historique
La communauté de communes du canton de Tessy-sur-Vire a été créée le 31 décembre 1992 à l'initiative de Jean-Claude Lemoine, député et conseiller général de Tessy-sur-Vire.
Le 1er janvier 2014, elle fusionne avec la communauté de communes du canton de Marigny, la communauté de communes de la région de Daye, la communauté de communes du canton de Torigni-sur-Vire, la communauté de communes de l'Elle, la communauté de communes de la région de Daye et la communauté d'agglomération Saint-Lô Agglomération. L'établissement public de coopération intercommunale ainsi formé prend le nom de Saint-Lô Agglo et intègre la commune de Domjean.

## Composition
Elle était composée de treize communes du canton de Tessy-sur-Vire :
- Beaucoudray
- Beuvrigny
- Chevry
- Fervaches
- Fourneaux
- Gouvets
- Le Mesnil-Opac
- Le Mesnil-Raoult
- Moyon
- Saint-Louet-sur-Vire
- Saint-Vigor-des-Monts
- Tessy-sur-Vire
- Troisgots

## Compétences
- Relations extérieures
- Finances (budget, appels d'offres, contrat de territoire)
- Économie (agriculture, zone d'activités, ruisseaux, développement durable)
- Habitat (électrification, lotissements, restauration, opération amélioration de l'habitat...)
- Cadre de vie (tourisme, culture, sports, sentiers pédestres)

## Administration
Elle était présidée par Michel Ganne, maire de Beaucoudray.
| Période      | Période       | Identité                    | Étiquette | Qualité                                |
| ------------ | ------------- | --------------------------- | --------- | -------------------------------------- |
| janvier 1993 | avril 2001    | Dario Zanello               |           | Conseiller municipal de Tessy-sur-Vire |
| avril 2001   | avril 2008    | Jean-Pierre Louise          |           | Maire-adjoint de Moyon                 |
| avril 2008   | décembre 2013 | Michel Ganne de Beaucoudrey |           | Maire de Beaucoudray depuis 1995       |